# Evolutionäre Ethik
Unter Evolutionärer Ethik versteht man eine Ethik, die ausgehend von dem Paradigma, dass moralisches Verhalten beim Menschen eine spezielle Form des Sozialverhaltens ist, die Gesetzmäßigkeiten dieses Sozialverhaltens (ausschließlich) durch evolutionäre Mechanismen erklärt und begründet. Die evolutionäre Ethik steht in der Tradition der Soziobiologie, grenzt sich aber bewusst vom Sozialdarwinismus ab, der den verloren geglaubten Auslesedruck künstlich (d. h. gesellschaftlich autoritär) wieder erhöhen wollte. Die evolutionäre Ethik erlebt seit Mitte der 1970er-Jahre eine neue Blüte.
Die evolutionäre Ethik ist „eine der wichtigsten Varianten des ethischen Naturalismus“.
Die Hauptaussage der evolutionären Ethik lässt sich wie folgt darstellen: Der Mensch, inklusive aller seiner geistigen Fähigkeiten, ist durch Evolution entstanden und daher ist auch sein moralisches Verhalten einem evolutionären Selektionsprozess unterworfen. Folglich müssen alle moralischen Vorstellungen so gestaltet sein, dass sie einen (Überlebens-)Vorteil entweder dem einzelnen Organismus, dem Gen oder Mem, welches das Verhalten generiert, oder – nach anderer Sicht – einer Gruppe (Kin-Selektion) bringen.
Die Evolutionäre Ethik setzt eine naturalistische Metaethik voraus. Es gibt für sie weder übergeordnete moralische Werte, noch allgemein gültige moralische Normen. Auch gibt es keine natürlichen Rechte und Pflichten. Alle Normen sind von Menschen aufgestellt, zeitgebunden, manchmal sogar personengebunden.
Menschen können sich auf Grundnormen einigen, die allen oder jedenfalls vielen ein friedliches Zusammenleben ermöglichen. Normativ ist eine evolutionäre Ethik somit kontraktualistisch. Ein Beispiel für einen solchen Vertrag ist die Allgemeine Erklärung der Menschenrechte.

## Geschichte
Herbert Spencer wird als einer der wichtigsten Vorläufer – wenn nicht gar Begründer – der evolutionären Ethik betrachtet. Der Begriff wurde erstmals 1893 von Thomas Henry Huxley mit seinem Buch Evolution und Ethik (engl. Evolution and Ethics) geprägt. Weitere Vertreter sind der US-amerikanische Wissenschaftshistoriker Robert J. Richards, Edward O. Wilson mit seinem Hauptwerk Sociobiology: The New Synthesis (1975) und Richard Dawkins mit The Selfish Gene (1976). Bekannteste deutschsprachige Vertreter einer evolutionären Ethik sind Gerhard Vollmer und Franz M. Wuketits.

## Philosophische Kritiken
Manche Strömungen der evolutionären Ethik übertragen biologische Maßstäbe unmittelbar auf die Ethik. Sie gelten daher als biologistisch und sind heftigem Widerspruch ausgesetzt. Durch die Missachtung des Humeschen Gesetzes begehen sie einen naturalistischen Fehlschlusses (letzteres nur bei Zugrundelegung eines ethischen Realismus).
Dann wird eingewandt, dass die Gleichsetzung „evolutionär erfolgreich“ mit „ethisch gut“ kontraintuitiv sei. Anschaulicher: Eine solche Ethik dürfte kaum ihren sozialdarwinistischen Implikationen entgehen können: in ihrer Logik ist ein militärisch erfolgreicher Genozid, weil evolutionär erfolgreich, ein ethisch guter Genozid und ist der Mörder, weil evolutionär erfolgreicher, ethisch besser als der Ermordete.
Eine grundsätzliche philosophische Kritik an der Evolutionären Ethik will diese auf eine spezielle Form des Relativismus zurückführen.